# Carl Hovland
Carl Iver Hovland (Chicago, 12 de junho de 1912 — 16 de abril de 1961) foi um psicólogo que trabalhou principalmente na Universidade Yale e no Exército dos Estados Unidos durante a Segunda Guerra Mundial, que estudou mudança de atitude e persuasão. Ele relatou pela primeira vez o efeito dorminhoco depois de estudar os efeitos do filme de propaganda de Frank Capra, Why We Fight, em soldados do Exército. Em estudos posteriores sobre este assunto, Hovland colaborou com Irving Janis, que mais tarde se tornaria famoso por sua teoria do pensamento de grupo. Hovland também desenvolveu a teoria do julgamento social de mudança de atitude. Carl Hovland pensava que a capacidade de alguém resistir à persuasão de um determinado grupo dependia do seu grau de pertencimento ao grupo.

## Biografia
Carl Iver Hovland nasceu em Chicago em 12 de junho de 1912. Quando criança, ele tinha um profundo interesse pela música. Até a faculdade, quando a psicologia se tornou uma parte importante de sua vida, ele estava olhando para uma carreira musical. Em 1938, casou-se com Gertrude Raddatz.
Ele foi recrutado por Samuel Stouffer, um sociólogo que estava de licença da Universidade de Chicago. Hovland tinha a responsabilidade de liderar uma equipe de quinze pesquisadores.
Hovland estava envolvido em um estudo sobre as condições sob as quais as pessoas são mais propensas a mudar suas atitudes em resposta a mensagens persuasivas. O trabalho do Yale Group foi descrito pela primeira vez no livro de Hovland, Communication and Persuasion, publicado em 1953.
Seus principais interesses em seus últimos anos de vida foram com a formação de conceitos, que ele abordou com simulação computacional. :638

## Contribuições
A pesquisa psicológica era a alegria intelectual de Hovland. Especialmente no início de sua carreira, suas investigações cobriram muitos tópicos. Seus artigos em revistas psicológicas incluíram um estudo de confiabilidade de teste, uma grande revisão da literatura sobre movimento aparente, bem como seus quatro artigos clássicos sobre generalização condicionada de sua tese de doutorado.
Hovland começou a enfatizar a análise em nível micro da propaganda e seus efeitos. Os experimentos do exército de Hovland foram o início dessa análise em nível micro de um indivíduo. A "variável conceitual central de Hovland era a atitude".
Hovland acreditava que se ele fosse capaz de reconhecer a atitude de um indivíduo em relação a um gatilho, ele seria capaz de prever o comportamento e as ações de um indivíduo ao longo do tempo. No entanto, houve muitos estudos que argumentaram o contrário e mostraram que "uma atitude em relação a uma pessoa ou objeto não prediz ou explica o comportamento manifesto de um indivíduo em relação a essa pessoa ou objeto". Essa revelação de baixa correlação não necessariamente tornou as descobertas inúteis, mas levou a mais pesquisas sobre como, sob certas circunstâncias, era possível mudar o comportamento de uma pessoa por meio de suas atitudes.
Enquanto Hovland se concentrava em um nível individual e não em grupo, ele começou a levar em consideração a comunicação interpessoal na forma de persuasão. Especificamente, Hovland foi responsável por realizar uma série de estudos que contribuíram para a "compreensão cumulativa do comportamento de persuasão que nunca foi igualado ou mesmo rivalizado".
Para testar e aplicar sua teorização, Hovland propôs o modelo SMCR. O modelo SMCR consiste em quatro componentes—variáveis de origem, variáveis de mensagem, variáveis de canal e variáveis de receptor. Ao manipular cada uma dessas variáveis, Hovland conseguiu avançar em sua "abordagem de aprendizado de mensagens para mudança de atitude". Houve problemas com sua abordagem particular, no entanto, ao focar em uma única dimensão do modelo SMCR, Hovland foi incapaz de fazer mais do que isolar um fator em vez de estudar a sinergia entre as diferentes variáveis.